# Hufnagel András
Hufnágel András (Ercsi, 1846. február 13. – Kalocsa, 1887. október 18.) jezsuita szerzetes, gimnáziumi tanár.

## Élete
1846. február 13-án született Ercsiben Hufnágel Márton vízimolnár és Vindhard Rozália gyermekeként. Szülőfalujában már fiatalon néptanítóként működött. Szerzetesi elhivatása után a Kalocsai Érseki Főgimnázium diákja lett, ahol kitűnt szorgalmával és tudásával. 1867-ben az osztrák Sankt Andrä-ben a jezsuita rend novíciusa lett.

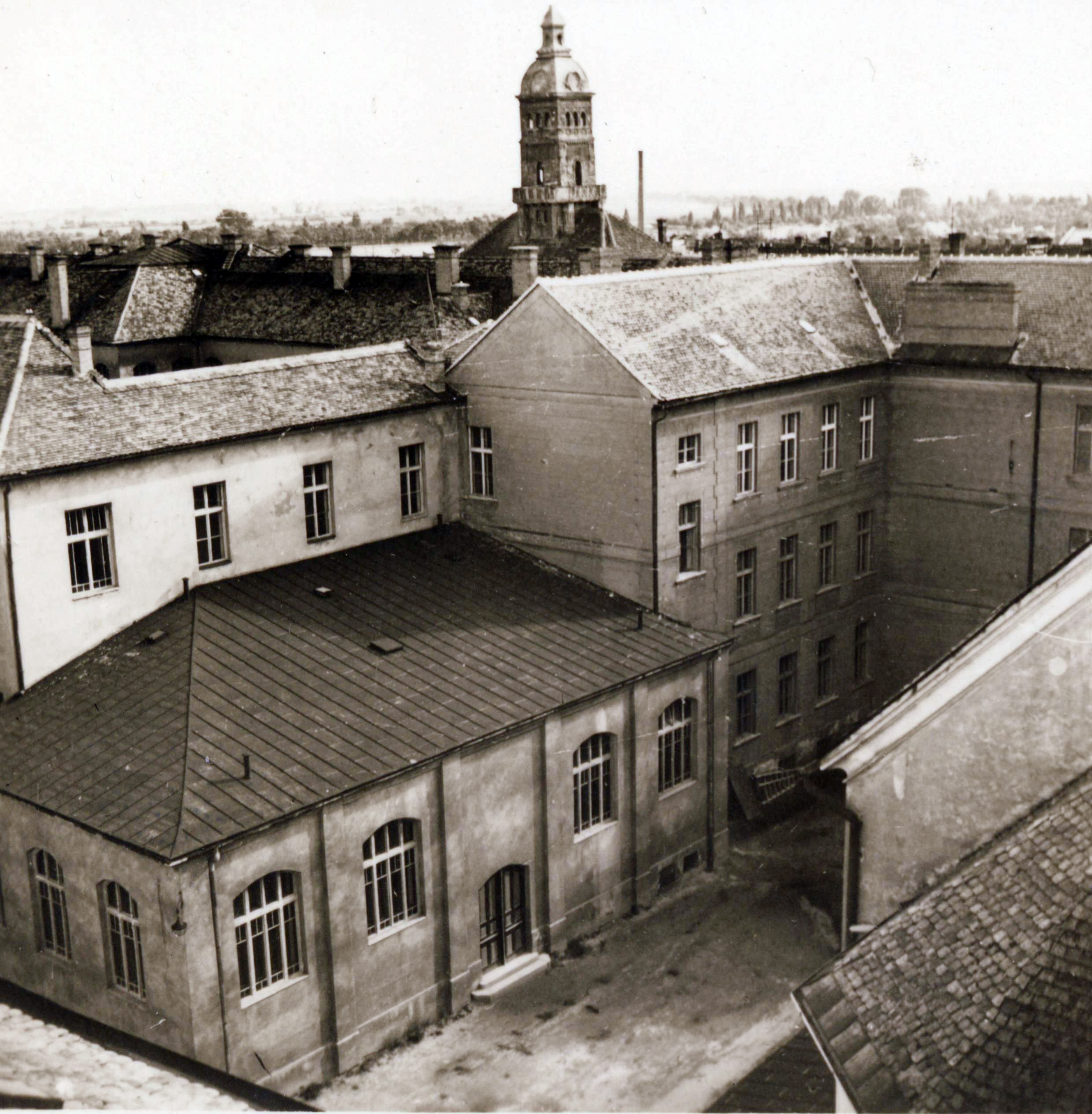
Az Kalocsai Érseki Főgimnázium (ma Szent István Gimnázium) udvara, háttérben a Városháza (mára elbontott) tornya (Fortepan)

A próbaévek után egy évig filológiát és retorikát tanult. 1871 és 1875 között a Kalocsai Érseki Főgimnáziumban tanított. 1875 és 1878 között Pozsonyban filozófiát, 1878 és 1882 között Innsbruckban teológiát tanult. Utóbbi helyen szentelték pappá 1880-ban. Két évig újra Kalocsán oktatott latin, görög és német nyelvet, majd 1884-ben a belgiumi Drongenben folytatott tanulmányokat. 1885. február 2-án tette le a rend örökfogadalmát. 1885-től 1887-es haláláig a Kalocsai Érseki Főgimnáziumban tanított matematikát, mértant és grammatikát.
"Ercsi Endre" álnéven rendszeres szerzője volt a Jézus Szent Szívének Hírnöke című jezsuita havilapnak. 1883-ban jelent meg A boldogságos szűz-Mária kis zsolozsmája című kiadványa.
1887. október 18-án hunyt el Kalocsán, 41 éves volt. Halálát gyomorrák okozta. A kalocsai temető jezsuita sírkertjében nyugszik.